# 瀧谷不動明王寺
瀧谷不動明王寺（たきだにふどうみょうおうじ）は、大阪府富田林市彼方（おちかた）にある真言宗智山派の寺院。山号は瀧谷山。本尊は不動明王。正式な寺号は明王寺。宗教法人としての登録名は「瀧谷不動明王寺」。通称は山号の瀧谷山にちなんで滝谷不動。日本三不動の一つで、「目の神様」「芽の出る不動様」などと呼ばれる。

## 歴史
寺伝によれば、弘仁12年（821年）に空海が龍泉寺に参籠した時に、国家安泰、万民化益を願い、一刀三礼で不動明王・矜羯羅童子（こんがらどうじ）・制多迦童子（せいたかどうじ）の像を刻み、それら3体の仏像を祀るために諸堂が造営されたのが当寺の起源であるという。造営当初は今より約1km南に離れた嶽山（だけやま）の中腹にあり、広壮優美な堂塔・伽藍が整えられていたという。
南北朝時代に楠木正成が嶽山に嶽山城を築くと、その守護仏として当寺の不動明王を崇敬している。
正平15年（1360年）に足利義詮が嶽山城・金胎寺城（こんたいじじょう）を攻めると、その際の兵火で諸堂が焼失した。伝承によれば、この時に不動明王・矜羯羅童子・制多迦童子は滝の下に移されて焼失を免れたという。その後、盲目の老僧が現れて瀧谷不動明王寺の不動明王の霊験を人々に説き、二間四面の小堂を建立して礼拝していたが、まもなく老僧は晴眼（せいがん：眼が見えること）になり、姿を消したという。この盲目の老僧は、空海の化身であるとも、また、空海が作った不動明王が霊験あらたかであることを教えたと伝えられている。この説話により、眼病平癒を願う参詣者が多い。
長禄4年（1460年）12月に畠山政長と畠山義就との間で嶽山城の戦いが勃発すると、当寺はその籠城戦に巻き込まれてしまい寛正4年（1463年）に焼失した。
慶長年間（1596年 - 1615年）に、現在地に移って再建された。

## 信仰
毎日祈祷がつとめられており、本堂では厄除けや商売繁盛など様々な願いの成就を祈願する護摩祈祷を受けることができる。但し、月に一度の仏具磨きの日｛毎月25日（日・祝日の場合は翌26日）｝は日中の祈祷がないので注意が必要である。境内には、法楽殿（交通安全祈願所）があり、毎月28日と節分の日を除く毎日、自動車・バイクなどの車両と祈願者がともに法楽殿前で祈祷を受けることができる。
以前は毎月28日が本尊 不動明王の縁日に伴い、府道202号森屋狭山線の滝谷不動駅から本寺までの区間が車両通行止めとなり、露店が並ぶ歩行者天国となっていたが、自家用車の普及や参拝者減少を背景に2022年（令和4年）4月で廃止された。翌5月から瀧谷山駐車場で露店を出店している。
本尊には眼病平癒の利益があるとされているので、授与品として眼病平癒のお守り（晴眼守）がある。

## 境内
- 本堂 - 1897年（明治30年）に中興・慈恭僧正により建立。1999年（平成11年）に修理された。
- 奥の院（奥殿） - 1928年（昭和3年）建立。本堂と接続している。
- 法楽殿 - 1964年（昭和39年）建立。
- 観音堂 - 慶長年間（1596年 - 1615年）建立。1897年（明治30年）に現在の本堂が出来るまで当寺の本堂であった。
- 寺務所 - 2019年（令和元年）12月末再建。
- 御膳場
- 客殿 - 2020年（令和2年）再建。
- 弁天堂
- 地蔵堂
- 納骨堂
- 栄楽大明神社
- 稲荷社
- 多宝塔 - 1984年（昭和59年）建立。
- 鐘楼
- 山門
- 一願不動堂
- 瀧不動堂
- 瀧行場
- 明王殿 - 2011年（平成23年）建立。
- 西国三十三所惣拝所 - 西国三十三所堂の惣拝所。
- 西国三十三所堂 - 西国三十三所観音霊場のそれぞれの札所の本尊を模した33体の観音像を祀る。もともとは本堂の裏山に小堂として祀られていたが、1964年（昭和39年）に向山に移された。その後、1991年（平成3年）の山上駐車場の工事により取り壊され、2005年（平成17年）に再建された。
- 三宝荒神堂 - もとは1969年（昭和44年）に向山に建立された。その後、1991年（平成3年）の山上駐車場の工事により取り壊され、2005年（平成17年）に再建された。

## 文化財

### 重要文化財
- 木造不動明王及二童子立像 - 寺伝に空海の作というが、実際は後述のように平安時代後期・11世紀末の作である。1958年（昭和33年）にこれらの像の解体修理を実施した際、不動明王像の像内に寛治8年（1094年）の墨書が発見され、矜羯羅童子像の内部からは永長2年（1097年）の年記のある紙片が見つかった。このことから像の制作は、1094年から1097年頃に完成したことがわかる。一木で像の大体の部分を刻んだ後、像全体を前後に割り放して内刳りを施した「一木割矧ぎ造」という技法で制作されている。

### 大阪府指定有形文化財
- 金銅宝珠鈴

## 年中行事
- 1月：修正会、初不動大法会
- 2月：節分会厄除け祈願大祭
- 3月：釈尊降誕会花まつり
- 5月：柴灯大護摩供春季大祭
- 7月：観世音夏祭り
- 8月：盂蘭盆施餓鬼会、地蔵盆
- 9月：秋季大祭
- 12月：納め不動

## 前後の札所
近畿三十六不動尊霊場
31 龍泉寺(奈良県天川村)　-　32 瀧谷不動明王寺　-　33 七宝瀧寺
河内飛鳥古寺霊場
11 龍泉寺 (富田林市)　-　12 瀧谷不動明王寺　-　13 弘川寺

## 交通アクセス

### 公共交通
- 近鉄長野線 滝谷不動駅から東へ徒歩約15分。なお当寺までは歩道のない登りの車道を歩くので、行き交う自動車に注意する必要がある。

### 車
- 国道170号旧道・錦織（高橋）交差点（滝谷不動駅前）から府道202号森屋狭山線を東へすぐ。
- 国道170号旧道・本町交差点（富田林駅前）から府道705号富田林五條線、府道201号甘南備川向線を経て、中佐備交点で大阪府道202号森屋狭山線を西へすぐ。
（こちら側に駐車場がある。）